# Dioda ostrzowa

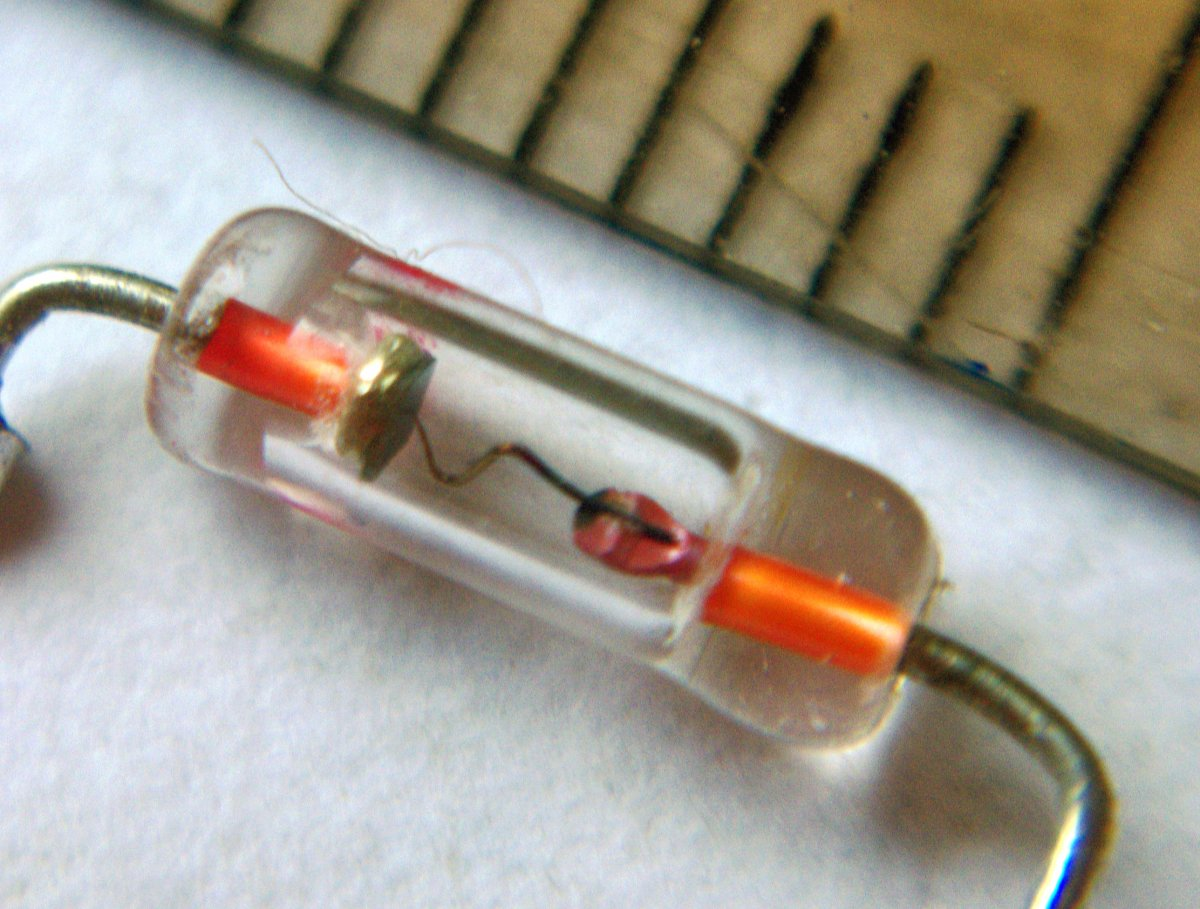
Ostrzowa dioda germanowa

Dioda ostrzowa to dioda, w której jedną z elektrod stanowi metalowe ostrze będące w kontakcie z półprzewodnikiem. Obecnie mają już znaczenie wyłącznie historyczne.
Pierwszymi diodami ostrzowymi były detektory kryształkowe. W trakcie prac nad radarem w czasie II wojny światowej bardzo rozwinięto ich technologię i rozpoczęto produkcję masową. Aż do lat 70-80 ostrzowe diody germanowe były powszechnie stosowane w elektronice jako detektory i mieszacze. Zostały wycofane wraz z rozwojem techniki układów scalonych.

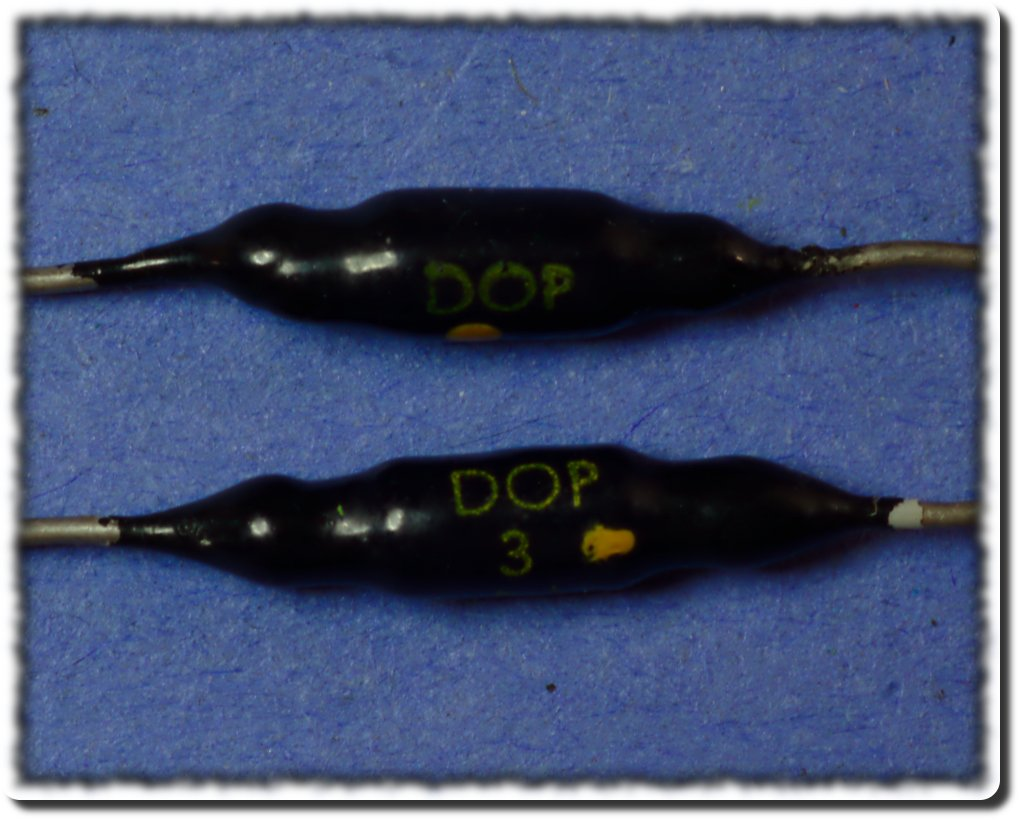
Ostrzowa germanowa dioda prostownicza DOP3

Dioda ostrzowa może mieć strukturę fizyczną złącza p-n albo złącza metal półprzewodnik z barierą Schottky'ego. W tym pierwszym przypadku w trakcie produkcji przeprowadzano proces "formowania", polegający na przepuszczeniu przez kontakt ostrza i półprzewodnika odpowiednio dobranego dużego prądu (na przykład z rozładowania kondensatora). Pod jego wpływem następowało lokalne rozgrzanie złącza i dyfuzja domieszek z ostrza do półprzewodnika.

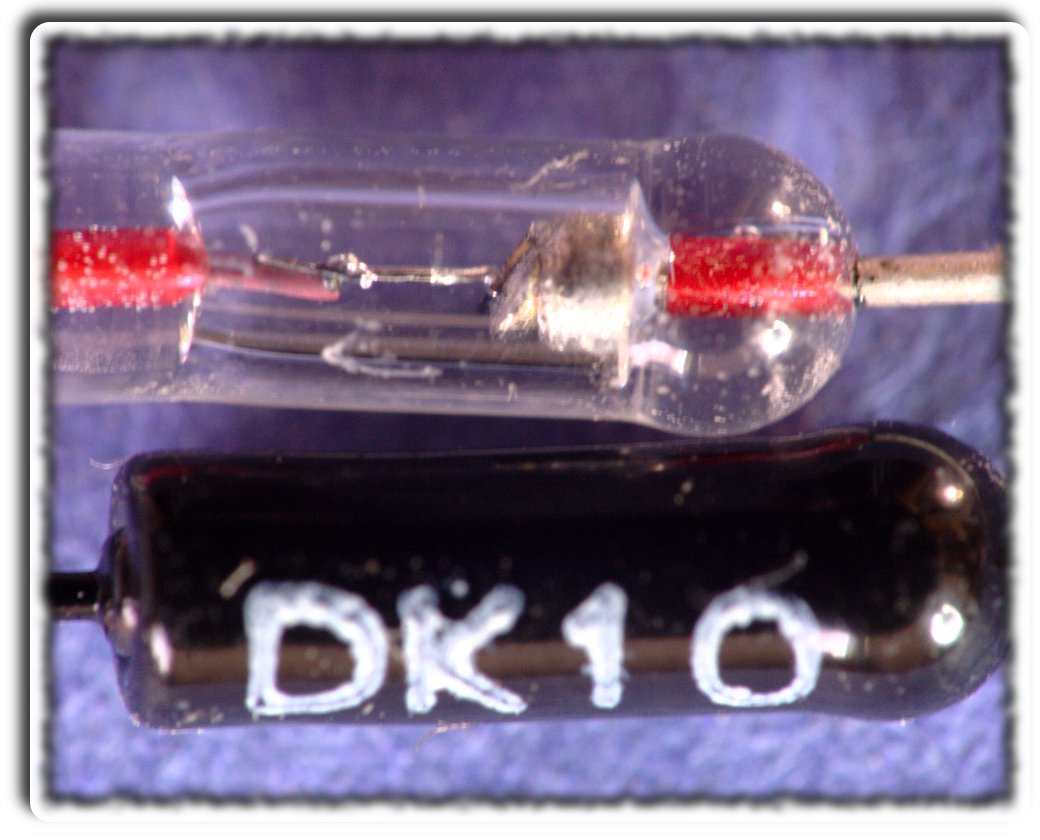
Pierwsza polska dioda krzemowa DK10 (ostrzowa)

Diody ostrzowe najczęściej wykonywano z germanu, rzadziej z krzemu. Polską ostrzową diodą krzemową była DK10, produkowana krótko w latach 60.
Diody ostrzowe zwykle nie były produkowane z przeznaczeniem do prostowników, jednym z bardzo nielicznych wyjątków były germanowe diody DOP1-DOP3 (od "Dioda Ostrzowa Prądowa") wyprodukowane w niewielkiej liczbie w Polsce pod koniec lat 50.
Diody ostrzowe charakteryzują się bardzo małą pojemnością złącza, co umożliwia ich pracę przy bardzo dużych częstotliwościach. Już od roku 1942 produkowano germanowe diody ostrzowe umożliwiające pracę w pasmach mikrofalowych.